# Никан
Ма́йкон Вини́сиус Ферре́йра да Крус, более известный как Ника́н (порт.-браз. Maycon Vinícius Ferreira da Cruz; Nikão) (29 июля 1992, Монтис-Кларус, штат Минас-Жерайс) — бразильский футболист, атакующий полузащитник клуба «Сан-Паулу».

## Биография
Никан начинал заниматься футболом в клубе «Мирасол» в штате Сан-Паулу. В середине 2000-х годов дважды отправлялся в молодёжные команды зарубежных клубов — в российский ЦСКА и нидерландский ПСВ. В последние годы десятилетия обучался в академиях «Палмейраса», «Сантоса» и «Атлетико Минейро». В последнем клубе дебютировал на профессиональном уровне 10 октября 2010 года в гостевом матче против «Интернасьонала» в рамках чемпионата Бразилии. Никан вышел на замену на 67-й минуте вместо Ренана Оливейры. Игра завершилась со счётом 1:0 в пользу «Интера».
В клубе из Белу-Оризонти Никан не смог закрепиться, сыграв за «галос» в общей сложности в шести матчах (три — в чемпионате Бразилии, один — в Лиге Минейро и два — в Южноамериканском кубке 2010). В 2011 году был отдан в аренду сначала в «Виторию», в составе которой в Лиге Баияно в 12 матчах забил 12 голов, а затем в другой клуб из Салвадора — «Баию». В следующем году также на правах аренды выступал в Серии A за «Понте-Прету». В 2013 году играл за «Америку Минейро» в чемпионате штата и Серии B. В 2014 году Никан продолжал оставаться на контракте у «Атлетико Минейро», но первую половину года провёл в «Линенсе», а вторую — в «Сеаре», игравшую в Серии B.
С 2015 года выступает за «Атлетико Паранаэнсе». Атакующий полузащитник довольно быстро стал игроком основы. Помог «красно-чёрным» выиграть четыре чемпионата штата, Кубок Бразилии в 2019 году. В 2018 году Никан забил четыре гола в 11 матчах Южноамериканского кубка. В результате команда из Куритибы впервые в своей истории выиграла международный турнир. В 2021 году сыграл в 12 матчах своей команды в очередном розыгрыше Южноамериканского кубка, и вновь отметился четырьмя забитыми голами. На счету Никана единственный забитый мяч в финале турнира, в котором его команда обыграла «Ред Булл Брагантино».
Никан отличается физической мощью, которая позволяет ему успешно бороться с соперниками. Способен играть как в центре полузащиты, так и смещаться на фланги. Обладает мощным ударом с левой ноги. Аналитики сравнивают стиль его игры с Тиаго Невесом.

### Личная жизнь
В 2018 году Никан заявил об успешном излечении от алкоголизма. 21 декабря 2018 года женился. Супругу зовут Изабела. У пары уже есть сын Тиаго Винисиус, которому на момент бракосочетания родителей было два года.

## Титулы и достижения
- Чемпион штата Парана (4): 2016, 2018, 2019, 2020
- Чемпион Кубка Бразилии (1): 2019
- Финалист Кубка Бразилии (1): 2021
- Обладатель Южноамериканского кубка (2): 2018, 2021
- Обладатель Кубка обладателей Кубка Джей-лиги и Южноамериканского кубка (1): 2019